# 麥馬洪山
70°52′S 65°9′E / 70.867°S 65.150°E
麥馬洪山（英語：Mount McMahon）是南極洲的山峰，位於麥克羅伯特森地，屬於查爾斯王子山脈的一部分，處於比舍山以西9公里，該山峰根據澳大利亞探險隊的照片被繪入地圖。